# Phyllodoce magnaoculata
Phyllodoce magnaoculata är en ringmaskart som beskrevs av Treadwell 1901. Phyllodoce magnaoculata ingår i släktet Phyllodoce och familjen Phyllodocidae. Inga underarter finns listade i Catalogue of Life.